# Loggia del Lionello
La Loggia del Lionello est l'un des bâtiments historiques les plus anciens et les plus importants d'Udine, capitale de la région historique et géographique du Frioul en Italie, située dans la région autonome du Frioul-Vénétie Julienne, érigé sur la Piazza Libertà. Elle doit son nom à la personne qui a fait terminer la construction, Nicolò Lionello (1400-1462), orfèvre et architecte italien. Caractérisée par une structure majestueuse et l'élégance de ses marbres, la Loggia est progressivement devenue un symbole de la ville.

## Histoire

### Origines

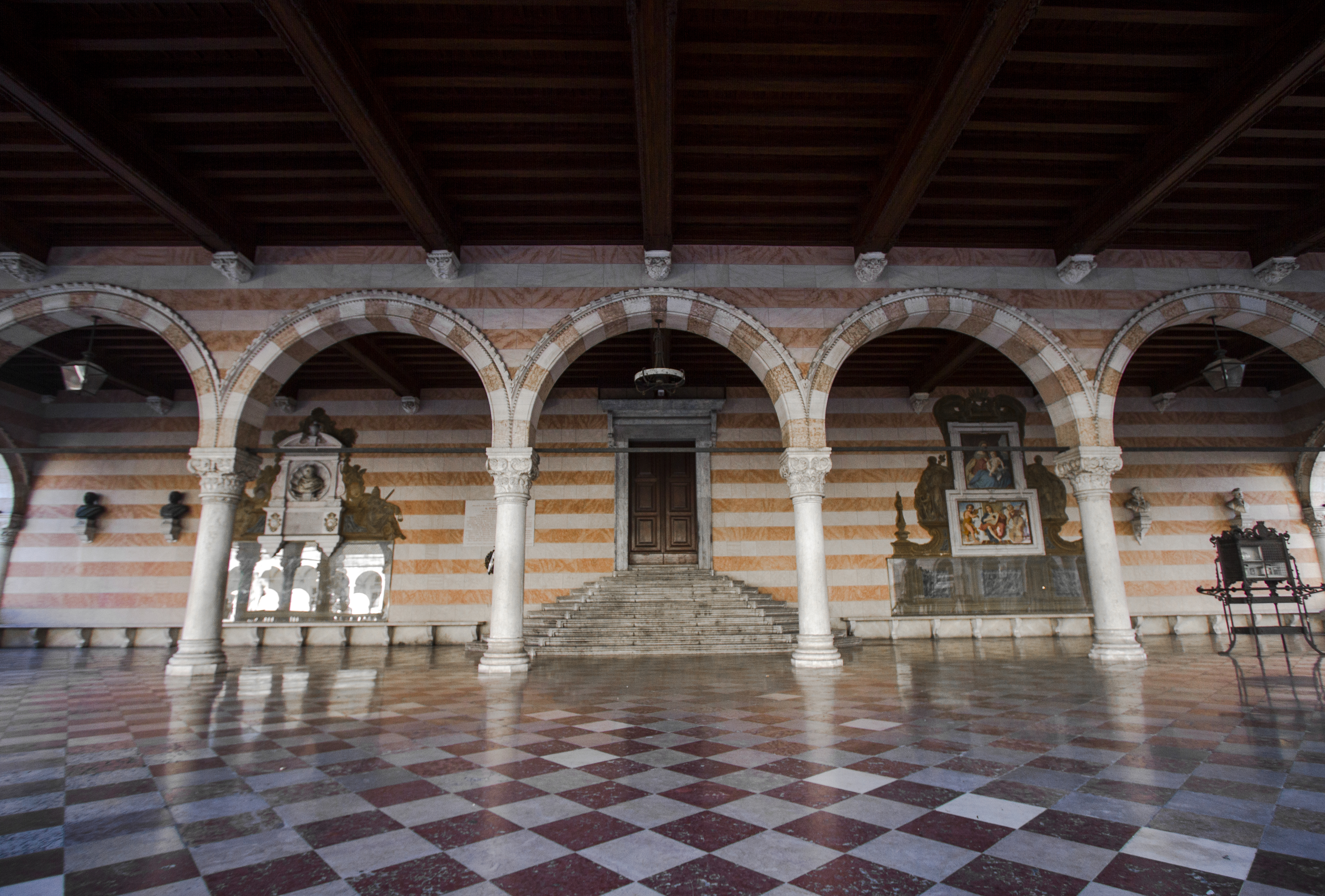
Entrée du conseil municipal.

L'origine de la loggia remonte au 24 janvier 1441, lorsque « en plein conseil » la construction d'un nouvel hôtel de ville est proposée, toutes les villes renommées se vantant d'avoir des bâtiments spectaculaires dans lesquels se tient le conseil municipal, tandis qu'Udine ne dispose encore d'aucun bâtiment dédié à cette fonction. Le noble député Nicolò Savorgnan propose la construction de cette nouvelle mairie. Pour financer sa construction, il est décidé d'utiliser la totalité des sommes provenant de l'impôt sur le pain ; le consentement du Conseil, le 24 janvier 1441, est presque unanime. Cependant, ce n'est qu'à partir de juillet de l'année suivante que l'approvisionnement en matériaux commence. La municipalité est chargée de fournir les briques, le bois et tous les autres matériaux de construction nécessaires à la construction, tandis que la main-d'œuvre est laissée aux maîtres artisans locaux.
Le plan est modifié à de nombreuses reprises au fil du temps, notamment au XVIIe siècle, lorsque d'importants agrandissements sont apportés au bâtiment en construction, qui durent jusqu'au XIXe siècle, lorsque la Loggia est tragiquement dégradée par un grave incendie.
En 1448, année qui marque le début des travaux, quatre responsables de la construction sont nommés : Nicolò dei Bombeni, Raimondo della Torre, Giovanni Rainoldi et Nicolò Lionello,. Ces personnalités sont décisives pour la suite des travaux ; néanmoins les avis sur les diverses modifications de la Loggia entraînent parfois d'âpres conflits : c'est ainsi qu'au milieu de la même année, Lionello propose un nouveau projet de construction, signé par vingt-trois conseillers municipaux.
Une nouvelle phase de travaux commence à la fin du XVe siècle, plus précisément le 20 mars 1492, lorsque le conseil approuve l'acquisition et l'intégration des maisons derrière la Loggia comme propriété municipale. Peu de temps après, le Conseil acte la démolition de ces maisons, justifiant ce geste comme un acte nécessaire pour l'agrandissement et l'amélioration du Palazzo. Ce sont probablement les besoins croissants de la communauté qui déterminent la nécessité de telles extensions : en effet, le bâtiment tel qu'il apparait à la fin du XVe siècle est très différent de celui d'aujourd'hui,.

### Travaux d'agrandissement

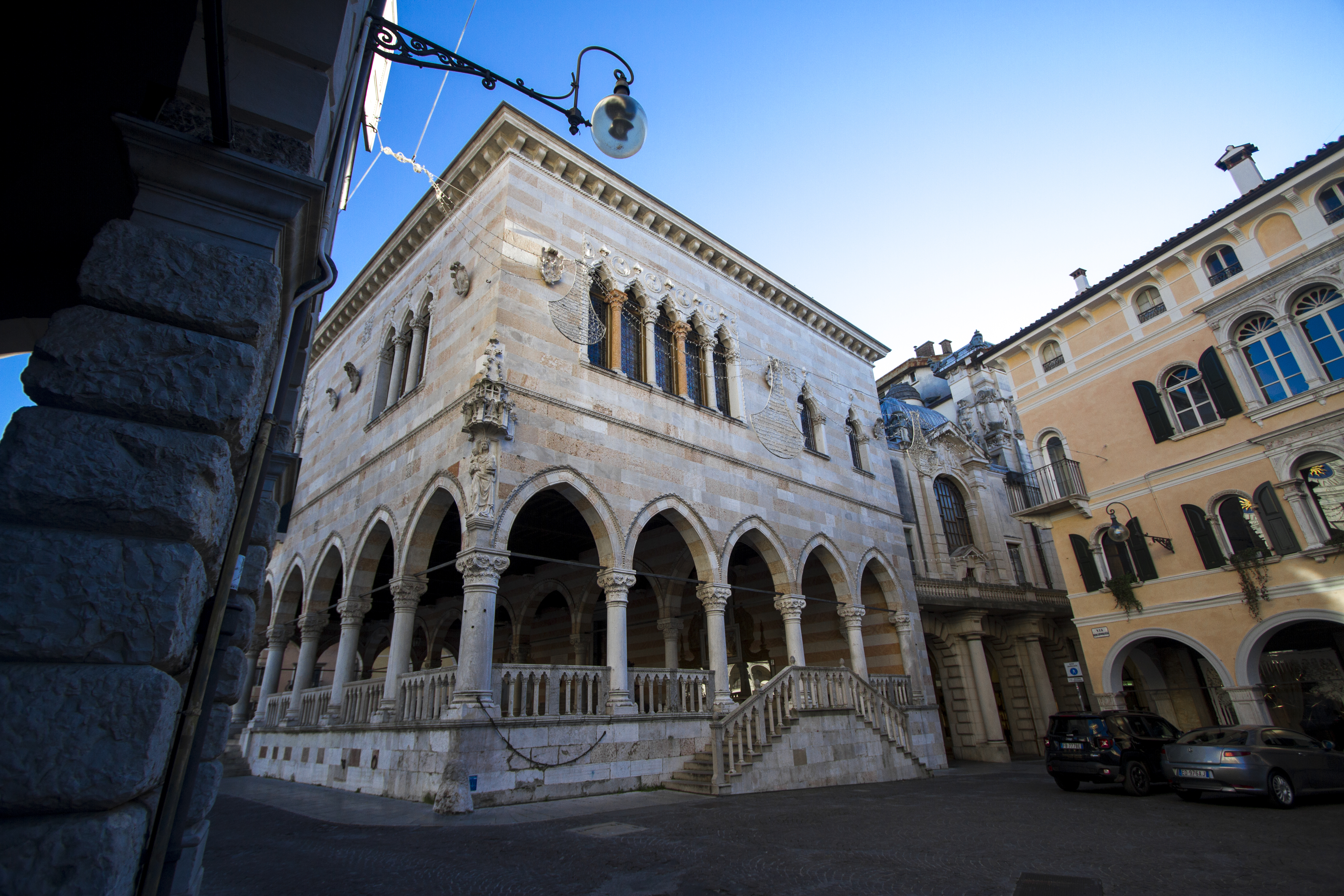
Escalier de la Loggia.

Les extensions et embellissements conçus par Pietro Lombardo visent à transformer la Loggia en un bâtiment indépendant, tant en termes de hauteur que d'étages. Un autre élément important concerne son toit, indépendant du palais construit par Bartolomeo delle Cisterne, d'après un dessin de Nicolò Lionello,. Lors de la construction de la Loggia, Lionello travaille en étroite collaboration avec le « maître d'œuvre » Bartolomeo delle Cisterne qui, en 1448, fait sculpter une statue de la Vierge par un tailleur de pierre de Venise.
L'emplacement des escaliers pour accéder à l'étage supérieur est le motif de la tension parmi les partisans du projet de construction, probablement pas prévu à l'origine. Le facteur décisif permettant de résoudre la situation est la proposition de Lionello de construire les escaliers à l'extérieur du bâtiment. A sa mort en 1462, la construction de la Loggia est achevée et la première réunion du conseil municipal a lieu à l'intérieur de l'édifice en 1455,.

### Tremblement de terre de 1500 et travaux de réparation

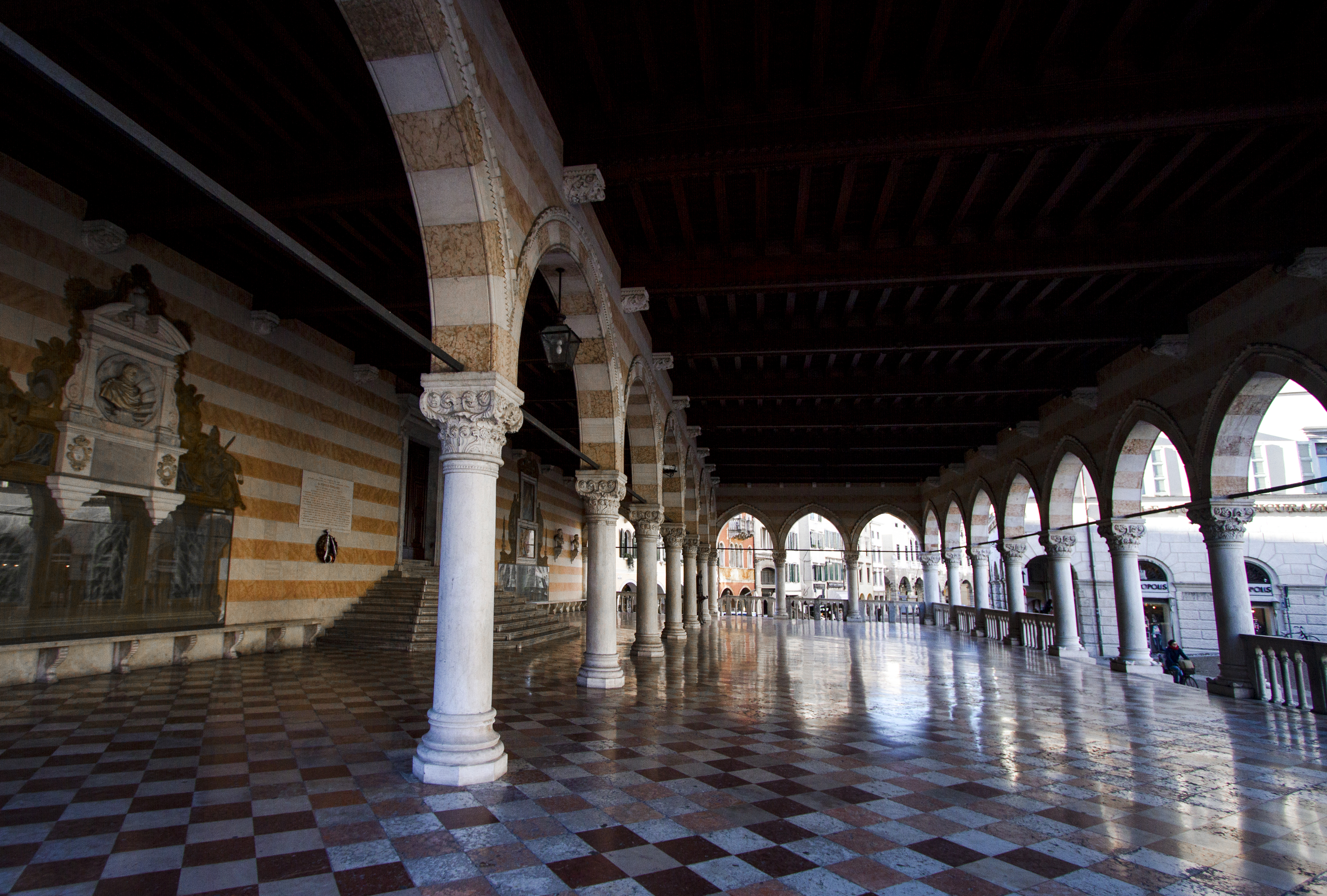
Vue intérieure.

Le siècle suivant commence par un grave tremblement de terre qui, le 26 mars 1511, frappe le Frioul, détruisant de nombreux édifices dont la Loggia. Cette dernière, qui présentait déjà des signes d'usure dus aux infiltrations d'eau, est encore plus délabrée,. Les travaux de réparation ne sont cependant entrepris qu'en 1516 ; les opérations de restauration sont confiées au lieutenant Leonardo Emo,. En juillet 1521, la réparation du toit est achevée mais, déjà en 1526, ce dernier doit à nouveau être reconstruit et la nécessité de nouvelles réparations visant spécifiquement, à la fois le toit et le plafond de la Loggia, est décrétée.
En 1555, il est décidé de construire l'escalier avec une nouvelle porte ; le projet, confié à Giovanni da Udine, d'un nouvel escalier, traditionnellement appelé Sansovino, est lancé. Les délais de réalisation s'allongent en raison d'une épidémie de peste qui frappe le territoire en 1556, causée par la famine qui a précédé. L'escalier n'est donc terminé qu'en 1559, tandis que la porte d'accès au nouvel escalier est présumée avoir été achevée environ trois ans plus tôt. Un autre document concernant la Loggia remontant au XVIIe siècle, atteste de la nécessité d'autres réparations ciblées de la toiture.
Dans la même période, un état de délabrement est également constaté dans la chambre haute de la Loggia, conséquence de son utilisation à des fins ludiques et théâtrales. Il est donc été décidé d'interdire son utilisation pour les spectacles car, après chaque saison théâtrale, la salle a besoin de réparations à la suite des dégâts engendrés. Par la suite, le 22 septembre 1642, un contrat est conclu avec le maître Pietro Bagatella, tailleur de pierre de Venise, avec comme mission la construction des arcades. Il est déduit du texte de l'accord que dans un délai d'un an, neuf colonnes sur les douze prévues dans le projet final, doivent être érigées. Un élément important est l'attention portée au fait que les bases et les chapiteaux doivent être identiques aux autres colonnes de la Loggia.

### Incendie

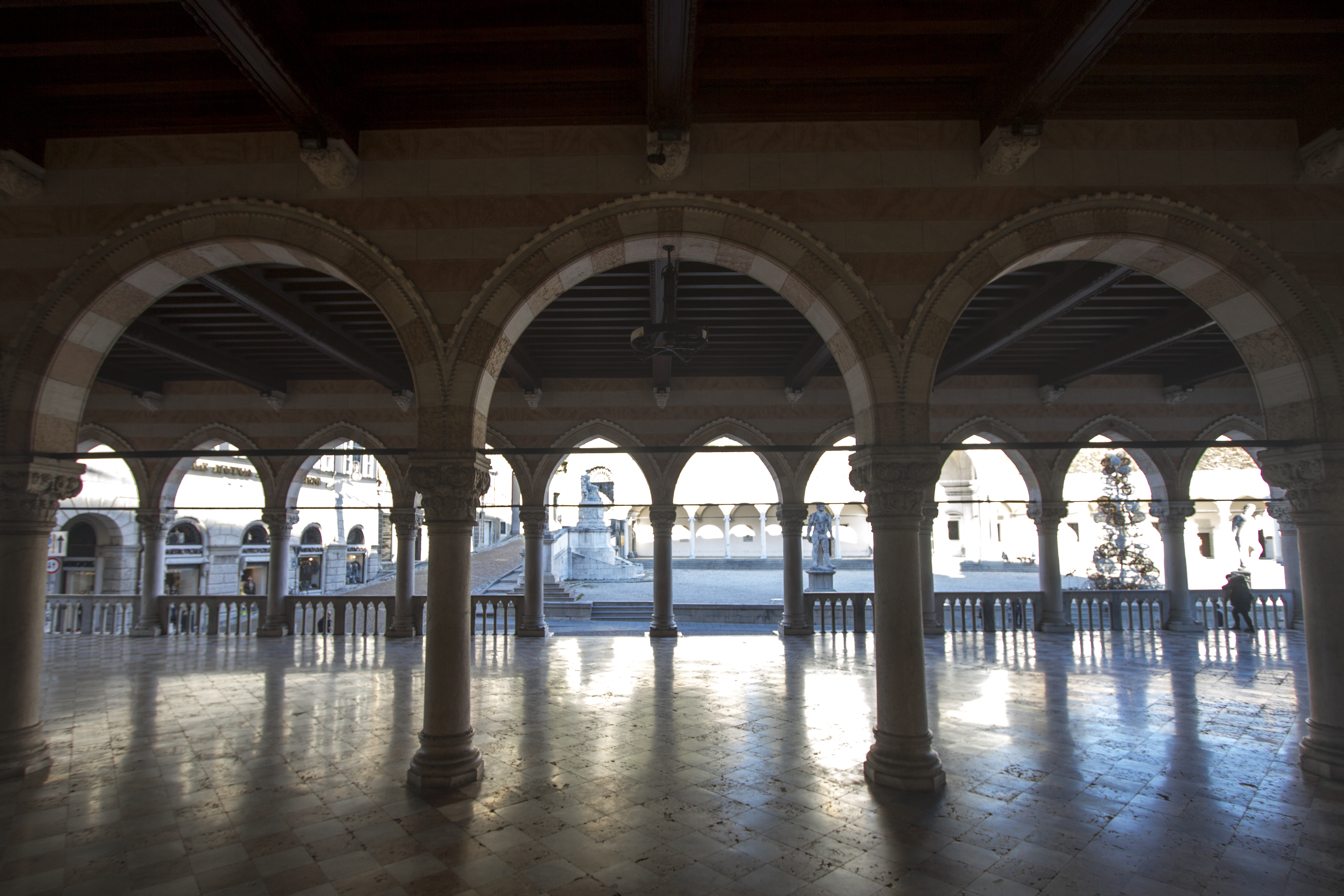
Arcades de la Loggia.

En 1685, la Loggia est endommagée par un incendie causé à la suite des feux fêtant les victoires remportées par la république de Venise contre les Turcs dans le Péloponnèse ; tous les meubles inflammables sont perdus à jamais. Le projet de reconstruction, dans son ensemble, comporte peu de nouveautés conséquentes, qui concernent spécifiquement une subdivision différente de l'étage supérieur dans lequel la salle du Conseil est disposée le long de la Piazza del Vino (actuelle Piazza Libertà) pour une plus grande luminosité. Par la suite, le tableau de Pordenone, un des principaux peintres de l'époque, représentant une Vierge à l'Enfant est remplacé par un tableau de Giuseppe Ghedina. Pour éviter les risques d'incendies, le Conseil approuve la loi interdisant la location à proximité de l'édifice municipal. Dans les années suivantes, dix des dix-neuf colonnes sont également remplacées et la restauration des décors extérieurs, des fenêtres, des murs et des plafonds intérieurs est réalisée dans une deuxième phase de travaux. La restauration est achevée définitivement en 1878.

### Décoration

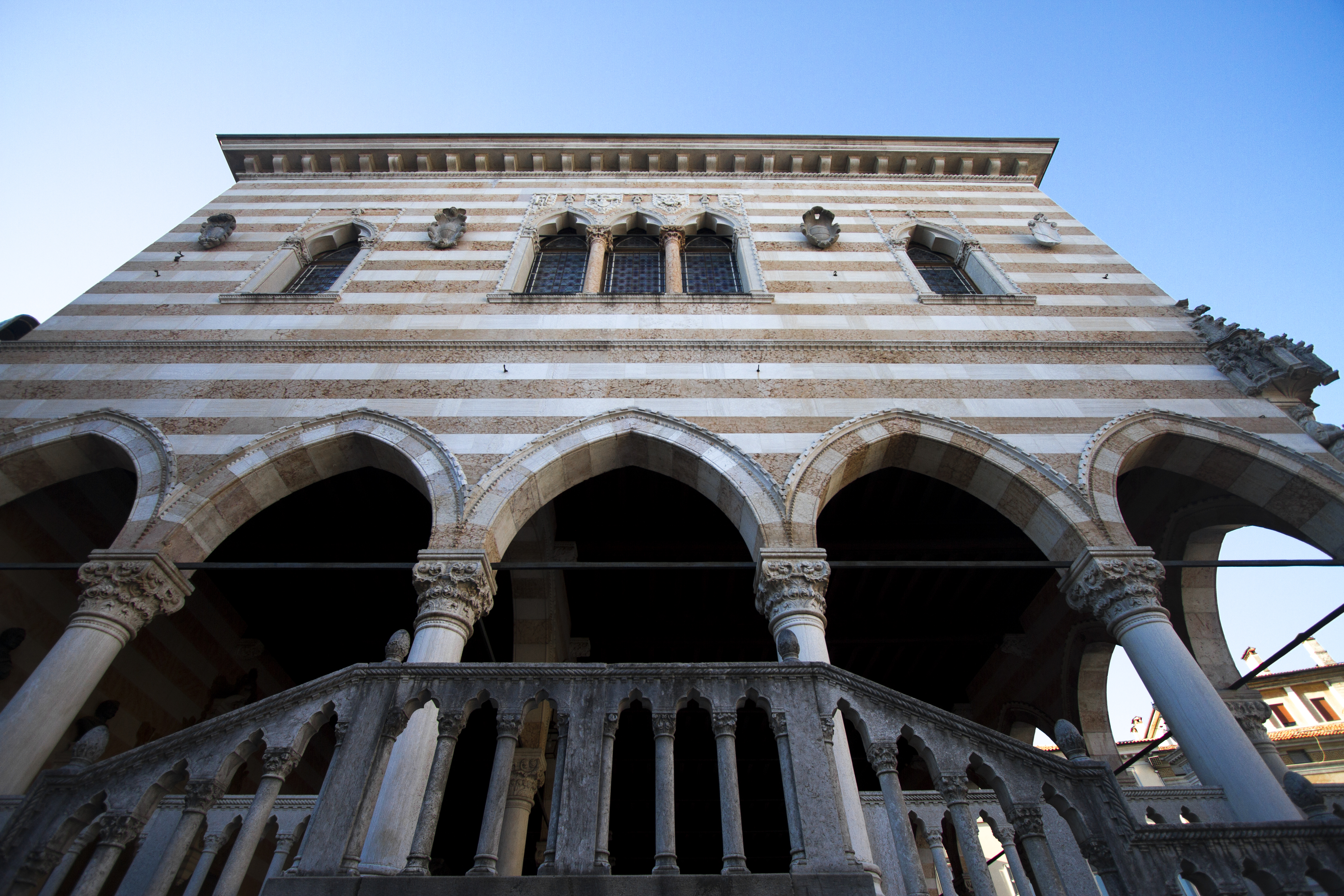
Façade gauche.

Ayant subi plusieurs modifications au fil du temps, la Loggia est un bâtiment aux dimensions réduites par rapport à celles actuelles, avec une petite pièce avec une cheminée à l'étage inférieur et une pièce plus grand pour les réunions à l'étage supérieur. De nombreuses décorations et blasons représentent des lieutenants, ainsi que des moments cruciaux de la république de Venise. Au fil des ans, d'autres œuvres d'art importantes ont été ajoutées à la Loggia dont les fresques de Nicolò da Venzone et Gaspare Negro et les vitraux de Stefano di Settecastelli,,.

### Destination
La Loggia devient ainsi peu à peu un lieu de visite pour de nombreux touristes. En ce qui concerne les activités réalisées dans le passé à l'intérieur du bâtiment, il est possible d'identifier divers enseignements, ainsi que des cours de danse, de théâtre ou de disciplines juridiques ou d'autres activités récréatives. Il est intéressant de noter qu'une gravure du XVIIIe siècle représente également une poutre avec une poulie, signe qu'à certaines périodes des tortures à la corde ont également eu lieu dans ce bâtiment.

## Description

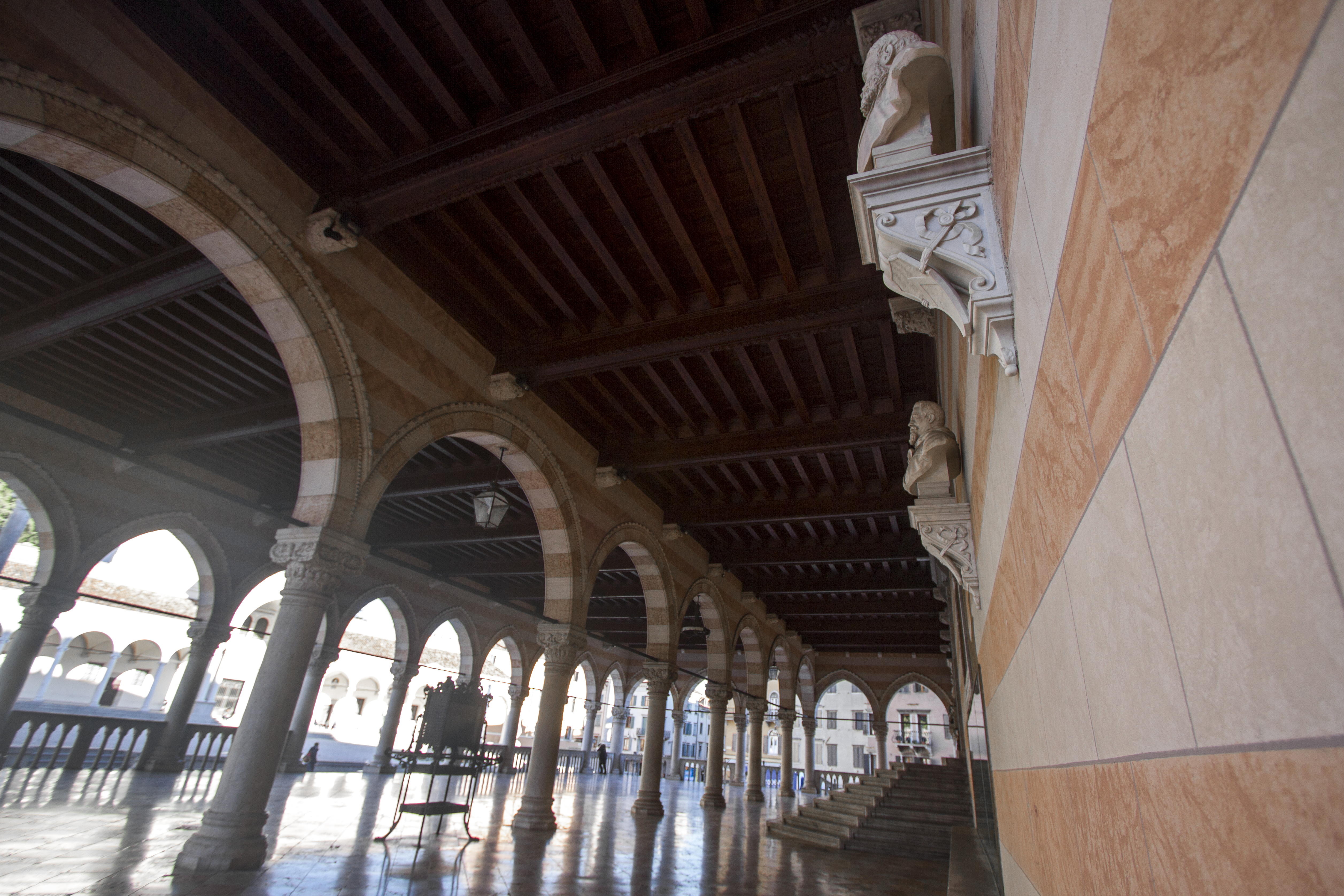
Colonnes et chapiteaux de la Loggia.

Aujourd'hui, la Loggia del Lionello est un corps unique avec le Palazzo degli Uffici Municipali, œuvre de l'architecte Raimondo D'Aronco, construite à la place de l'ancienne chancellerie au début du XXe siècle, afin de répondre aux besoins des citoyens.
Le bâtiment est composé de deux étages et caractérisé par un revêtement avec une alternance de bandes de pierres roses et blanches, constituant l'élément le plus imposant de la Piazza Libertà. La façade principale a dix arcs situés dans la partie inférieure. Au-dessus, un balcon central et deux fenêtres latérales à triple meneaux sont enrichies d'armoiries en pierre qui rappellent la ville d'Udine. Un autre élément caractéristique est sans aucun doute la façade donnant sur la Piazza Libertà, accompagnée de l'écriture gothique « UTINUM », le nom latin de la ville.
La Loggia del Lionello a une base de forme rectangulaire qui s'étend sur 18,50 mètres de largeur et 35,50 mètres de longueur, tandis qu'en hauteur, elle se développe sur 15,20 mètres. Le style du bâtiment, dans son ensemble, fait référence au style Gothique international italien, plus particulièrement vénitien.
La partie supérieure du côté nord présente une fenêtre à meneaux raffinée caractérisée par un cadre en pierre dentée et ronde, représentant des moments religieux tels que l'Annonciation, ainsi que des bas-reliefs des évangélistes. La façade principale fait face à la colline du château d'Udine, le côté gauche à un groupe de maisons, le côté droit à la via Mercatovecchio, tandis que la partie arrière forme le mur du fond de la Loggia. Cette dernière rejoint la place par un élégant et large escalier qui occupe les deux arches centrales.
Dans le coin droit se trouve l'œuvre de Bartolomeo Bon, La Vierge à l'Enfant, tandis que du côté opposé, dans le coin gauche, se trouve la représentation allégorique de la patrie du Frioul, signée par Andrea Flaibani. Cette dernière a été ajoutée en 1877, après la restauration à la suite de l'incendie de l'année précédente. Sur la façade de droite, vers la via Mercatovecchio, se trouve une fresque peinte au XIXe siècle par Giuseppe Ghedina, inspirée de l'œuvre précédente de Pordenone, également détruite par le tragique incendie.
Dans la Loggia, les plus importantes œuvres sont : les bustes du lieutenant Nicolò Mocenigo, de l'homme d'État Quintino Sella et des généraux frioulans Carlo Caneva et Antonio Baldissera, héros de la Première Guerre mondiale, le thermomètre à serpentin bimétallique d'Arturo Malignani et enfin, le récipient pour instruments météorologiques en fer forgé d'Alberto Calligaris.